# Szórövidülés
A magyar nyelvészetben szórövidülésnek nevezik azt a szóalkotási módot, amely során tudatosan vagy tudattalanul egyszerű szó vagy összetett szó tagjának csak egy részét hagyják meg.
Az angol nyelvű nyelvészetben a „szórövidülés”-nek a clipping terminus felel meg, és attól függően, hogy a szó melyik részét hagyják el, a hangváltozások és a hangalakzatok terén használt terminusokat is használják, úgy mint aferézis (a szó elejéről való rész elhagyása), szinkópa (szó belsejéből való szegmens elhagyása) és apokopé (szóvégi szegmens elhagyása). A francia nyelvészetben csak ezt a három terminust használják a szórövidülés megnevezésére.
Egyéb szóalkotási módok is járnak szó lerövidítésével, de nem nevezik őket szórövidülésnek. Az egyik az elvonás, amellyel úgy jön létre új szó, hogy valós vagy vélt toldalékot hagynak el róla, pl. füttyent → fütty. Abban különbözik a szóröviduléstől, hogy szófajváltozással jár. Egy másik a „jelentéstapadás”-nak nevezett, amely, ha összetett szót érint, ennek második tagjának az elhagyásából áll (pl. villamoskocsi → villamos), ritkában az első tag leválásából, pl. telefaxol → faxol, és nem jár szófajváltozással.
A szórövidülésnek van egy, a nyelvtörténetet és egy, a nyelv aktuális állapotát illető aspektusa. Az előbbi arra vonatkozik,  hogy a nyelvtörténet során egyes szavak lerövidülnek és helyettesítik az alapszavukat, amely elavul és kikerül a szóhasználatból. Az aktuális aspektus arra vonatkozik, hogy egyes szavak változatai párhuzamosan élnek rövidülés nélkül és lerövidülve a nyelv különböző regisztereiben. Főleg nem sztenderd nyelvváltozatokban, mint a szlengben vagy a gyermeknyelvben vannak ilyen változatok a sztenderdbeliekkel egyidőben.
Más, a szóösszetételelek kategóriájához tartozó szóalkotási módok szórövidüléssel járnak. Ezek a mozaikszó-alkotás kategóriáját alkotják, amelyben szórészekből történik az összetétel. Idetartozik a szóösszevonás, a szóösszerántás és a szóalakvegyülés.

## A magyar nyelvben
A magyarban a szórövidülés leggyakrabban apokopéval történik.
Már az ómagyar kor elején jelentek meg az első szórövidüléssel keletkezett szavak, de ezek csak latin keresztnevek voltak, pl. Petrus → Pet, Domenicus → Dom, Benedictus → Ben. Általában csak kicsinyítő-becéző képzős alakban éltek tovább: Pető, Doma, Bene, Benkő stb., és főleg családnevekként maradtak fenn. Az ilyesfajta szórövidülés és továbbképzés folytatódott, pl. Peti, Jankó, Terka stb. A mai nyelvben főleg az -i képző használatos: Andrea → Andi, Viktor és Viktória → Viki, Zsombor → Zsombi stb.
Közneveket érintő szórövidülés hosszú ideig ritka volt, és továbbképzés nélküli, (pl. bácsi → bá), viszont a mai nyelvben gyakori és továbbképzéses. A legtöbb így alkotott szó a fesztelen regiszterben marad (pl. csoki, diri, nyugi, ovi, pulcsi), de egyesek felváltják az alapszavukat a szokásos regiszterben: bugyogó → bugyi, mozgóképszínház → mozi.
Egyéb szófajhoz tartozó szavaknak is vannak apokopés változataik egyéb regiszterekben, mint a szokásos, hiszen → hisz (pallérozott), pl. mért → mér, azért → azér (népi, fesztelen);
Összetett szó első tagját is érintheti szórövidülés, továbbképzés nélkül, pl. sebességváltó → sebváltó. Szószerkezetből alakulhat összetett szó úgy, hogy az első tagja le is rövidül, pl. alázatos szolgája → alászolgája.
Ritkábbak a szinkópával létrejött szavak, mint amilyenek a régebbi alakokból származó bizalom (← bizodalom), győzelem (← győzedelem), vagy a változatokként élő lány (← leány), tán (← talán).
Ritka az aferézises szórövidülés. Az egyik feltételezés szerint így keletkezett egy hangváltozással a nyelvjárási piszke ’egres’ a ribiszke szóból.

## Az angol nyelvben
Ebben a nyelvben is legtöbb a fesztelen regiszteri szórövidülés, és megvalósulása szerint az apokopés a leggyakoribb, pl. ad ’reklám’ (← advertisement), fab ’mesés’ (← fabulous), gym ’torna, tornaterem’ (← gymnasium). Ezek megtartják az alapszó jelentését.
Kevesebb az aferézises szórövidülés, mint az apokopés, de sokkal több, mint a magyarban. Ezek között ritkábban vannak olyanok, amelyek csak regiszterükben különböznek az alapszavuktól, pl. cello ’cselló’ (← violoncello). Többségük jelentése többé-kevésbé eltér az alapszavukétól. Ilyenek az alábbiak:
acute ’eszes’ → cute a 18. század elején még ’eszes’, a mai nyelvben ’aranyos, csinos’;
amend ’módosít, jobbít’ → mend ’javít’;
disport ’szórakozás’ → sport a középangolban még ’szórakozás’, a mai nyelvben ’sport’.
A szinkópás szórövidülés ritka:
- Az egyik típusa a csak többes számú alakban használt szavaké, amelyekben lényegében apokopé történik, de megmarad a többes szám morfémája, pl. mathematics ’matematika’ → maths ’matek’.
- A másik olyan szavaké, amelyek a beszéd gyorsulása miatt vesztették el az egyik belső szegmensüket, pl. fantasy ’fantázia’ → fancy ’ábránd’ főnév, ’kedvel’ ige.

Az angolban, bár ritka, van olyan szórövidülés is, amely egyszerre aferézises és apokopés, pl. flu (← influenza). Az ilyen szavak mind fesztelen regiszteriek.
Az angolban is van továbbképzéses szórövidülés, ugyancsak nem sztenderd nyelvváltozatokban, pl. hanky ’zsebkendő’ (← handkerchief), nighty ’hálóing’ (← nightdress), cabby vagy cabbie ’taxis’ (← cabman). A kicsinyített keresztnevek között egyesek megvannak képzővel, és anélkül is, pl. Matthew ’Mátyás’ → Matt vagy Matty ’Matyi’, Nicholas ’Miklós’ → Nick vagy Nicky ’Miki’.

## A francia nyelvben
A franciában is leggyakoribb az apokopé. Így fejlődtek tovább egyes hosszú szavak, amelyek elavultak, pl. cinématographe ’mozgópékszínház’ → cinéma ’mozi’, métropolitain → métro ’metró’, vélocipède → vélo ’kerékpár’.
A fesztelen regiszterben apokopés szórövidülések bac ← baccalauréat ’érettségi vizsga’, manif ← manifestation ’tüntetés’, prof ← professeur ’tanár, professzor’ stb. Ebben a regiszterben van paragogés szórövidülés is, azaz egyes szavakhoz hozzáadnak egy -o-t, amely nem képző, pl. apéritif ’aperitif’ → apéro, prolétaire ’proletár’ → prolo ’proli’.
A keresztnevek kicsinyítése általában továbbképzés nélküli, pl. Édouard ’Eduárd’ → Ed, Stéphane ’István’ → Steph ’Stefi’.
Aferézissel kevesebb szórövidülés történt, nem sztenderd nyelviek: pitaine ← capitaine ’százados’, ricain ’ami’ ← américain ’amerikai’.

## Más nyelvekben
Példák néhány egyéb nyelvben történt szórövidülésre az alábbiak:
- apokopé: (olaszul) bontade (régebbi) → bontà ’jóság’;[21]
- aferézis: (románul) Elisaveta ’Erzsébet’ → Veta ’Erzsi’;[22]
- szinkópa: (latinul) nihil → nil ’semmi’.[23]